# La Poste Mobile
La Poste Mobile (précédemment Debitel, puis Simpleo, puis Simplicime) est un opérateur de téléphonie mobile virtuel français utilisant l'infrastructure du réseau SFR.
Le 15 novembre 2024, La Poste Mobile est cédé à Bouygues Telecom.

## Historique

### Debitel
Créé en 1991, Debitel est à l'origine une coentreprise associant Daimler-Benz et le groupe allemand Metro, présente dans six pays : l'Allemagne, la Belgique, les Pays-Bas, le Danemark, la Slovénie et la France à partir du 11 juin 2004. En 1999, l'opérateur télécom Swisscom se porte acquéreur de 94 % de Debitel. En 2004, Debitel tombe dans le giron du fonds d'investissement Permira.

### SFR
La maison mère décide de céder la filiale française, qui possède début 2007 plus de 160 000 clients[réf. nécessaire], afin de mieux s'implanter sur le marché allemand. Le rachat est effectué par SFR et l'opérateur change de nom le 25 septembre 2008, renommé alors Simpleo pour ses offres grand public. Le 16 juillet 2009, l'opérateur annonce un nouveau changement de nom vers Simplicime, motivé par une ressemblance de la marque Simpleo avec une déjà existante.

### La Poste Mobile
Le 23 mai 2011, Simplicime devient La Poste Mobile. La société est désormais détenue à 51 % par le groupe La Poste et à 49 % par SFR.
Fin janvier 2014, la Poste Mobile annonce franchir la barre du million de clients et le lancement de plusieurs offres 4G.
La Poste Mobile est aussi un fournisseur d'accès à Internet. Elle propose des services d'accès à Internet par ADSL et en très haut débit en FTTLA basés sur le réseau et les box de SFR.
Depuis 2016, La Poste Mobile propose une offre fibre à terminaison coaxiale (FTTLA) appelée "La Box Très Haut Débit La Poste Mobile", en s'appuyant sur le réseau très haut débit de Numericable SFR.
Depuis 2020, La Poste Mobile a cédé tous ses contrats en téléphonie fixe, ADSL et fibre optique à l’entreprise SFR.
En janvier 2024, La Poste fait part de son intention de vendre tout ou partie des parts qu'elle possède dans La Poste Mobile (51 %).
Free Mobile, Bouygues Telecom et Orange ont manifesté leurs intérêts pour racheter la marque détenue à 51% par le groupe La Poste et 49 % par SFR.
Le 12 août 2024, l'autorité de concurrence française a validé le rachat de La Poste Mobile par la société Bouygues Telecom.
Le rachat de La Poste Mobile par Bouygues Telecom a été finalisé le 15 novembre 2024.
Au moment du rachat, les clients de La Poste Mobile ne basculeront sur le réseau de Bouygues Telecom qu'à partir de fin 2026, car l'exclusivité du réseau SFR dure jusqu'à la fin de cette même année.

## Activité, rentabilité, effectif
|                                           | 2014  | 2015  | 2016 | 2017   | 2018   | 2019   | 2020    | 2021 | 2022  | 2023 |
| ----------------------------------------- | ----- | ----- | ---- | ------ | ------ | ------ | ------- | ---- | ----- | ---- |
| Chiffre d'affaires en millions d'euros    | 182   | 202   | nc   | 232    | 252    | 282    | 294     | 282  | 292,2 | 308  |
| Résultat net en millions d'euros (+ ou -) | - 5,9 | - 9,2 | nc   | - 29,2 | - 36,7 | - 51,3 | - 12,99 | -7,5 | 2,38  | 21,2 |
| Effectif moyen annuel                     | 176   | 171   | nc   | 232    | 359    | NC     | 397     |      |       |      |

## Identité visuelle (logo)

Logo de Debitel du 11 juin 2004 au 25 septembre 2008.
Logo de Simpleo du 25 septembre 2008 au 16 juillet 2009.
Logo de Simplicime du 16 juillet 2009 au 23 mai 2011.
Logo de La Poste Mobile du 23 mai 2011 au 11 février 2019.
Logo alternatif utilisé jusqu'au 11 février 2019.
Logo du Forum La Poste Mobile de 2017 au 11 février 2019.
Logo de La Poste Mobile du 11 février 2019 au 3 mars 2025.
Logo du Forum La Poste Mobile du 11 février 2019 au 3 mars 2025.
Logo de La Poste Mobile depuis le 3 mars 2025.

### Slogans
- Du 11 juin 2004 à 2005 : « Debitel, le 4e opérateur de téléphonie mobile. »[réf. nécessaire]
- De 2005 au 25 septembre 2008 : « Des forfaits mobiles, pas cher ! »[réf. nécessaire]
- Du 25 septembre 2008 au 23 mai 2011 : « Plus c'est simple, moins c'est cher. »[réf. nécessaire]
- Du 23 mai 2011 au 11 février 2019 : « La confiance dans votre mobile. »[réf. nécessaire]
- Depuis le 11 février 2019 : « Et si vous changiez pour un opérateur mobile proche de vous ? »[réf. nécessaire]